# Iryna Venediktova
Iryna Valentynivna Venediktova (en ukrainien : Ірина Валентинівна Венедіктова), née le 21 septembre 1978 à Kharkiv, est une femme politique et magistrate ukrainienne. Juriste et professeure de droit, elle est la première femme procureure générale dans l’histoire ukrainienne, après avoir été nommée à ce poste le 17 mars 2020.
Elle est membre du Parlement ukrainien, appartenant au parti « Serviteur du peuple » lors de la IXe législature, du 29 août 2019 jusqu’au 14 janvier 2020. Elle est également la présidente du Comité parlementaire pour la politique juridique (du 29 août 2019 jusqu’au 27 décembre 2019). Le 27 décembre 2019, elle est directrice par intérim du Bureau national d’enquêtes, fonction qu'elle conserve jusqu'à sa nomination comme procureure générale.
Le 17 juillet 2022, le président Volodymyr Zelensky la suspend de sa fonction de procureure générale, en raison de soupçons de trahison au profit de la Russie pesant sur certains de ses subordonnés. Elle est démise de ses fonctions le 19 juillet suivant.

## Biographie
Iryna Venediktova naît le 21 septembre 1978 à Kharkiv en République socialiste soviétique d'Ukraine, dans une famille de juristes. Son père, Valentyn Venediktov, major-général de la militsia, docteur en droit, professeur, juriste émérite d'Ukraine, membre correspondant de l'Académie ukrainienne de génie, est vice-recteur de l’Université nationale du ministère de l'intérieur de Kharkiv.
Sa mère, Valentyna Venediktova, diplômée en droit, travaille à l’Académie nationale de droit Yaroslav Moudry, ainsi qu'à l’Université nationale du ministère de l'intérieur de Kharkiv.
En 2000, Iryna Venediktova est titulaire d'un diplôme de l’Université nationale de l’intérieur de Kharkiv, la faculté d'administration et d'informatique, dans la spécialité jurisprudence et management.
En 2000–2004, elle est titulaire de la chaire de jurisprudence de l’Institut humanitaire de Kharkiv de l’Académie ukrainienne populaire.
En 2003, elle soutient sa thèse de candidate (doctorat en droit) sur « le contrat de la gestion fiduciaire de patrimoine en tant que forme de réalisation de l’institut de droit de la gestion fiduciaire de patrimoine en Ukraine » à l’Académie nationale de droit Yaroslav Moudryi.
En 2004, elle enseigne à l’Université nationale V. Karazine de Kharkiv.
En 2005–2019, elle est titulaire de la chaire de droit civil de l’Université nationale de Kharkiv.
En 2013, elle soutient une thèse de doctorat sur « La protection des intérêts protégés par la loi en droit civil » à l’Université nationale Taras-Chevtchenko de Kyiv.
En 2014, elle est professeure, titulaire de la chaire de droit civil de l’Université nationale de Kharkiv.
Elle est membre des divers comités de rédaction de revues professionnelles et de conseils scientifiques spécialisés (« Visnyk », « Droit », « Droit de la médecine », « Droit privé ») et de diverses instances (Fondation du droit médical et bioéthique d'Ukraine, Académie nationale des sciences juridiques d’Ukraine). Elle est aussi arbitre auprès de la Cour internationale d'arbitrage de la Chambre de commerce et d'industrie de l'Ukraine et membre du conseil consultatif scientifique de la Cour suprême d'Ukraine.

### Activités politiques
En 2018, Iryna Venediktova est nommée conseillère juridique de Volodymyr Zelensky. Elle devient membre de l’équipe de la campagne électorale de ce dernier à la présidence de l'Ukraine, en tant qu'experte sur la réforme du système judiciaire.
Le 21 juillet 2019, elle est élue membre de la Rada (le Parlement ukrainien) de la IXe législature, appartenant au parti présidentiel Serviteur du peuple.
Le 29 août 2019, elle est Présidente du Comité parlementaire pour la politique juridique. Elle exerce à ce poste jusqu'au 27 décembre 2019, membre du Conseil de défense et de sécurité nationale d'Ukraine.

### Directrice du Bureau national d’enquêtes
Le 27 décembre 2019, Iryna Venediktova est nommée au poste de la Directrice par intérim du Bureau national d'enquêtes et crée une nouvelle unité d’instruction spécialisée en procédures relatives aux manifestations d'Euromaïdan. Quatre chefs des départements territoriaux de ce Bureau sont destitués de leurs postes pour le manquement à leurs obligations.
Iryna Venediktova est membre du Conseil national de sécurité et de défense d’Ukraine à partir du 13 mars 2020.

### Procureure générale d'Ukraine
Iryna Venediktova est désignée au poste de procureure générale le 17 mars 2020. Elle recueille deux-cent-soixante-neuf voix à la Rada.
Son travail consiste à instruire les infractions de corruption, ainsi suivre les procédures de restitution des dommages causés à l’État.
Elle poursuit la réforme du parquet. Elle se préoccupe des tortures infligées par des officiers des services de l’ordre, et de toutes formes de traitements ou peines inhumains ou dégradants.
En février 2021, elle fait diligenter des enquêtes de fraude électorale, sur la base de l’article 364-2 du code pénal d’Ukraine : des membres du Parlement sont soupçonnés d'avoir irrégulièrement voté pour un autre membre du Parlement lors de la séance plénière de la Verkhovna Rada.
Elle fait poursuivre, sur la base des articles 191, 28 et 366 du Code pénal d’Ukraine, trois anciens hauts fonctionnaires de la banque PrivatBank, pour détournement de biens d’autrui et du faux commis dans le service.
Le 11 mai 2021, elle poursuit deux membres du Parlement, Viktor Medvedtchouk et Taras Kozak, pour haute trahison et tentative de détournement des ressources nationales situées en Crimée, alors annexée par la Russie.
En juin 2021, elle prend la direction du Département des crimes commis lors de la guerre du Donbass.
Depuis 2021, elle enquête sur l’affaire du vol МН17. 
En septembre 2021, elle participe à l’audience solennelle de la Cour européenne des droits de l’homme et à la conférence sur le thème « L’État de droit et la justice à l'ère du numérique ».
Depuis le 24 février 2022 et l'invasion de l'Ukraine par la Russie, elle suit particulièrement l'instruction des crimes de guerre éventuels, lance les enquêtes et recueille les témoignages, assistée dans sa tâche par un groupe d’experts du Conseil de l’Europe.

### Suspension et révocation
Le dimanche 17 juillet 2022, le président Zelensky met fin aux fonctions de procureure générale d'Iryna Venediktova et de celles de chef des services de sécurité d'Ivan Bakanov à cause des soupçons de trahison au profit de la Russie pesant sur certains de leurs subordonnés,. Le cabinet de la présidence ukrainienne précise qu'Iryna Venediktova est seulement suspendue et qu'Ivan Bakanov est provisoirement relevé de ses fonctions. Le 19 juillet, Venediktova est démise de ses fonctions à la suite d'un vote à la Verkhovna Rada, déposé par Zelenskyy, soulignant la présence de personnel potentiellement collaborationniste avec les forces d'occupation russes au sein de son agence. Le député Andriy Kostine est confirmé le 27 juillet 2022 par le Parlement ukrainien, avec 299 voix sur 450, pour remplacer Iryna Venediktova dans les fonctions de procureur général.